# Ranx la Città Senziente
Ranx la Città Senziente è un personaggio immaginario, un super criminale nell'Universo DC. Comparve per la prima volta nella breve storia "Tygers", scritta da Alan Moore ed illustrata da Kevin O'Neill in Tales of the Green Lantern Corps Annual n. 2 (1986).
Le sue origini sono sconosciute; secondo il folklore, Ranx è vecchia quanto le stelle. La rete circuitante che attraversa in lungo e in largo la città permette a Ranx di osservare ed agire riguardo ad ogni cosa che sia nelle sue vicinanze. Ranx può controllare virtualmente la forza di gravità in ogni area, e controllare lo stesso terreno su cui si trova. I dati connessi ad un comando centrale con un'unità di elaborazione, funge da cervello quasi-organico.

## Biografia
Ranx la Città Senziente comparve per la prima volta in Tales of the Green Lantern Corps Annual n. 2 (1986) in una profezia raccontata ad Abin Sur da Qull dei Five Inversions, uno dei demoni sigillati nel mondo-tomba di Ysmault, ex base dell'Impero delle Lacrime. Il demone promise ad Abin Sur di rispondere a tre domande, gratuitamente. La terza domanda avrebbe dato via alla fine del Corpo delle Lanterne Verdi. La profezia affermava che, durante una battaglia con il libero Impero delle Lacrime, Ranx avrebbe fatto detonare una bomba nel centro di Mogo, uccidendo il pianeta senziente e mettendo fine al Corpo delle Lanterne Verdi una volta per tutte.
Ranx comparve ai giorni nostri in Green Lantern Corps n. 5 e 6 dove affrontò Guy Gardner e la Lanterna Verde Chthos-Chthas Chthatis che erano in cerca di uno dei Figli del Lobo Bianco. Secondo Chthos-Chthas Chthatis, Ranx era un porto vivace, finché non permise a sé stesso di diventare il centro della malvagità e del vizio. Il Corpo delle Lanterne Verdi lo spense e ne deviò le strade altrove. Come risultato, solo i fuggitivi e i criminali abitavano la città di Ranx, facendo sì che sviluppasse un rancore permanente contro le Lanterne Verdi. La città interferì con le indagini di Guy Gardner, che infine minacciò di distruggerne il suo processore centrale.
In Green Lantern Corps n. 14, Ranx si alleò con i Sinestro Corps, si pensa sotto la promessa di vendetta su Guy Gardner. Incrementando la sua grandezza di varie volte, poté andare in battaglia al fianco dei Sinestro Corps contro il pianeta senziente di Mogo. In Green Lantern Corps n. 15, alcuni elementi della profezia cominciarono ad avverarsi. Molte Lanterne Verdi cominciarono a combattere per le strade di Ranx, e molti, tra Lanterne Verdi e Sinestro Corps, vi morirono. Chthos-Chthas Chthatis fu individuato ed assassinato ad un preciso ordine di Ranx, che ancora ricordava l'assistenza che questi aveva fornito a Gardner. Ranx fu infine distrutto da Sodam Yat alla fine della Battaglia di Mogo in Green Lantern Corps n. 16.

## Poteri e abilità
Come membro dei Sinestro Corps, utilizza un anello del potere giallo costruito su Qward. L'anello gli permette di creare oggetti di luce solida basati sui pensieri di chi lo indossa. Il potere di questo anello deriva dalla paura, invece che dalla volontà. Gli anelli gialli del potere vengono caricati di energia gialla dagli androidi Manhunters che possiedono delle batterie del potere costruite al loro interno, che a loro volta sono collegate alla Batteria Centrale Gialla del Potere su Qward. Gli anelli gialli del potere non hanno nessuna debolezza conosciuta, a differenza della ex debolezza degli anelli verdi del potere, che erano inefficaci contro il colore giallo. Questi anelli non hanno la restrizione che impedisce loro di uccidere, cosa che un tempo avevano gli anelli delle Lanterne Verdi.

## Altri media
- Anche se non ci si riferì ad essa per nome, la Batteria Gialla Qwardiana del Potere costruita per Sinestro nel film animato Green Lantern: First Flight fu basata sul personaggio di Ranx.